# Église Notre-Dame-de-l'Assomption de Colombey-les-Deux-Églises
L'église Notre-Dame-de-l'Assomption est une église catholique située à Colombey-les-Deux-Églises en France

## Localisation
L'église est située dans le département français de la Haute-Marne, sur la commune de Colombey-les-Deux-Églises.

## Historique
L'édifice est classé au titre des monuments historiques en 1913.